# Rock'Ambolesk
 (mai 2011).
Si vous disposez d'ouvrages ou d'articles de référence ou si vous connaissez des sites web de qualité traitant du thème abordé ici, merci de compléter l'article en donnant les références utiles à sa vérifiabilité et en les liant à la section « Notes et références ».
Rock'Ambolesk est un festival consacré aux musiques actuelles et à la promotion des jeunes talents locaux. 
Créé en 2007 par l'association loi de 1901 Folo The Mov', le festival Rock'Ambolesk se tient chaque premier week-end de juillet dans le parc Albert Dauvergne à Chevry-Cossigny, en Seine-et-Marne.
Initiative d’un groupe d’amis originaires de la commune et des environs, le festival Rock'Ambolesk a pour principaux objectifs d'être un tremplin pour les nouveaux talents locaux et apporter une offre de musique en plein air dans une banlieue peu pourvue en la matière. 
Au fil des années, la programmation s'est étoffée, mêlant artistes émergents et confirmés, avec toujours cette même volonté de rester festive, éclectique et pointue. Celle-ci se veut ouverte aux différents courants des musiques actuelles : rock, chanson française, hip-hop, reggae, electro, etc.
En 2011, le festival Rock'Ambolesk s'est enrichi d'un village artistique entièrement consacré aux arts vivants : jonglage, fresque de graffeurs réalisée en temps réel, théâtre de rue, etc.

## Programmation

### Édition 2013
- Vendredi 5 juillet : Les Wampas, Famille Grendy,  Scratchy Sounds, Joke, Daniel Craig, La Chips

- Samedi 6 juillet : Tarrus Riley, Unit' & Peace, |Trinity|, Collectif S CRU, Jahill, Dr Nabss, Obidaya

Cette édition connut un vrai succès avec pas moins de 2515 festivaliers sur les deux jours.

### Édition 2012
- Vendredi 29 juin : Sanseverino, La Mathilde, Minuit 6 heures, Grêle

- Samedi 30 juin : Anthony B, Rasta Mytho, Shaka Milo, Harold, Ti Slate

### Édition 2011
- Vendredi 1er juillet : La Phaze, Mo'Kalamity, Toubab All Stars, BabelOued Sound...

- Samedi 2 juillet : High Tone, Karpatt, Bagdad Rodéo, Smokin'Fuzz, Laterbox, Inti, BATpointG, Let It Beat Band...

### Édition 2010
Justin(e), June & Lula, Maltosh, Cherzo, Brokencandys, Wataï Baton, De Routes En Roots, Nosebone Inc., The Frenchtown Band, Wagane & RSA, Les Zingrats, Floh & The Glorious Sunshines, Whiskybaba, Rue De L'hagard, Little Kid Luke...